# Calia
El frijolito (Gro. Calia) es un género de tres o cuatro especies de arbustos o pequeños árboles de la subfamilia Faboideae de la familia de leguminosas Fabaceae. Es nativo del sudoeste de Norteamérica desde el oeste de Texas, Nuevo México, Arizona en EE. UU., y sur de Chihuahua, Coahuila, Nuevo León en el norte de México. 
Aunque tratada en el género Sophora, reciente evidencia genética muestra que Calia está distante de otras especies de Sophora.

## Descripción
Las Calia crecen de 1 a 12 m de altura, con un tronco de 2 dm de diámetro, frecuentemente en densas matas por renovales de raíz. Las hojas son siempreverdes, correosas, de 6 a 15 cm de long., pinnadas con 5 a 11 folíolos ovales, 2 a 5 cm de long. y 1 a 3 cm de ancho. Las flores, en primavera, son fragantes, purpúreas, típicas flores de leguminosas en forma, en racimos erectos o caídos de 4 a 10 cm de long. El fruto es una legumbre dura, maderosa de 2 a 15 cm de long., con 1 a 6 semillas ovales, rojo brillantes de 1 a 1,5 cm de long. y 1 cm de diámetro.
Todo el vegetal del frijolito es muy venenoso, tiene el alcaloide citisina (no mescalina, como sugiere el nombre). Las semillas y otras partes de la planta se usan como alucinógeno por varios pueblos originarios, pero es impreciso, debido a confusión en los nombres. Los síntomas de envenenamiento por la citisina son muy desagradables: náusea, vómito; dosis muy pequeñas como una sola semilla puede ser fatal.
Las Calia se confunden con el "laurel de montaña", pero que es muy distinta y al género no relacionado Kalmia (familia Ericaceae).

## Especies
- Calia arizonica (S. Watson) Yakovlev - frijolito de Arizona (sin. Sophora arizonica). Arizona, Chihuahua.
  - Calia arizonica subsp. formosa (Kearney & Peebles) Yakovlev (sin. Calia formosa, Sophora arizonica subsp. formosa, Sophora formosa). Arizona.
- Calia gypsophila - Guadalupe Mescalbean (sin. Sophora gypsophila B.L.Turner). Sur de Nuevo México, oeste de Texas, Coahuila; en riesgo.
- Calia secundiflora (Ortega) Yakovlev - frijolito de Texas (sin. Sophora secundiflora). Texas, Nuevo México, Coahuila, Nuevo León.

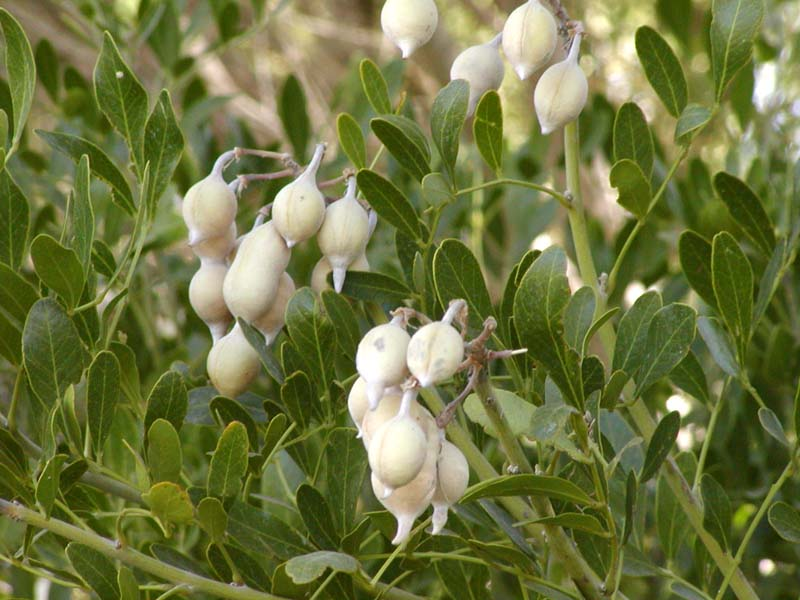
Legumbres.

## Taxonomía
El género fue descrito por Jean-Louis Berlandier y publicado en Memorias de la Comisión de Límites 13. 1832.